# 豐建
豐建（？—？），字基仲，浙江宁波府鄞縣人。

## 生平
万历四十三年（1615年）乙卯科浙江乡试举人，天啓五年（1625年）乙丑科進士，官建昌府知府。

## 家族
高祖丰熙（1470—1537年），字原学，號五溪，弘治十二年进士，翰林院学士。曾祖父丰坊，嘉靖二年进士。祖父丰鎣，以勇称，亦能诗。父丰越人，字正元，自號天放野人，与弟应元相友爱，称为“二丰”。性嗜学，工诗，有《丰正元诗》四卷。